# Cappella Tommasi
La Cappella Tommasi sorge a Livorno, in località Picchianti, non distante dalla millenaria Cappella di Santo Stefano.

## Storia

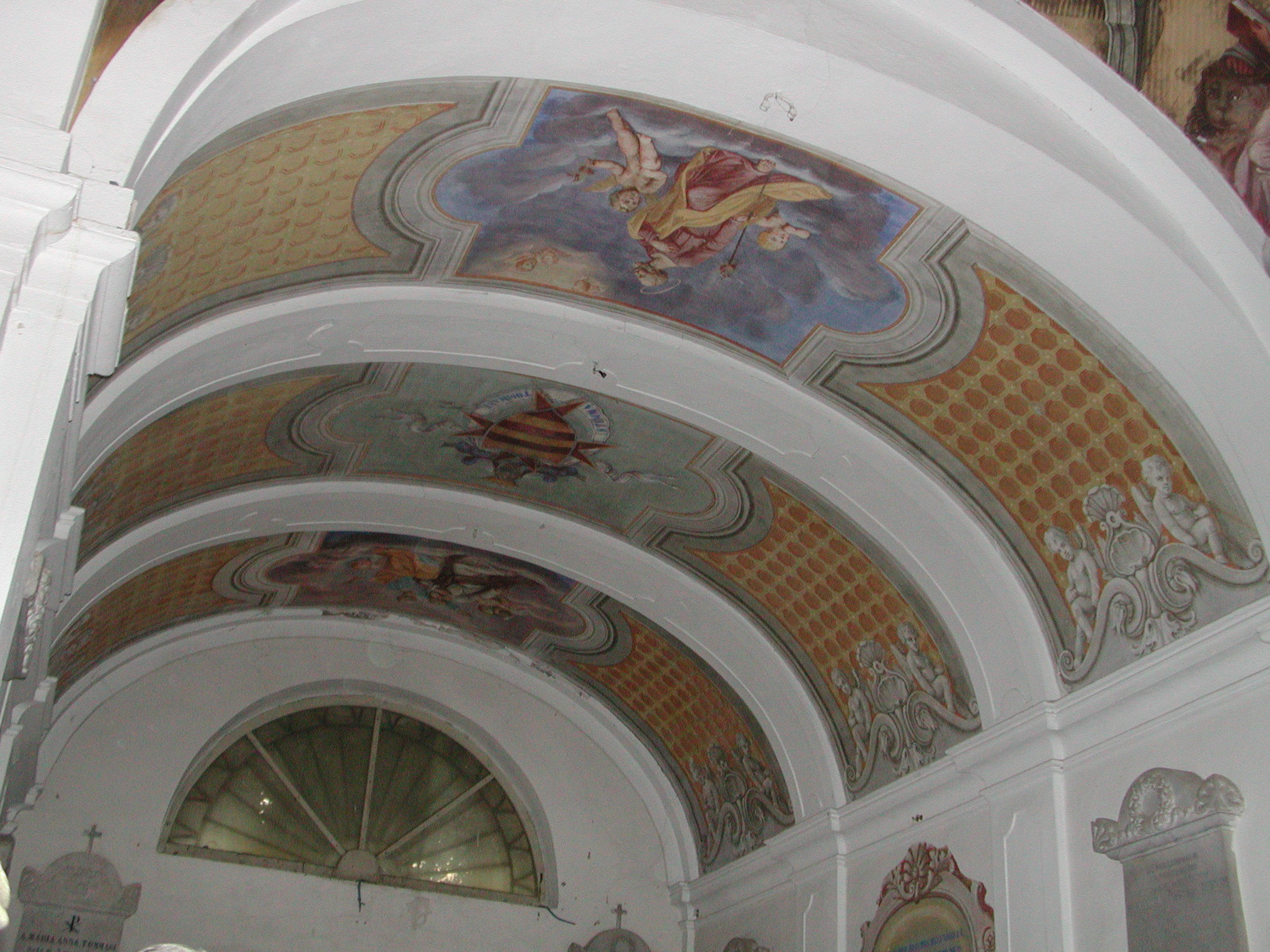
Particolare degli affreschi presenti all'interno

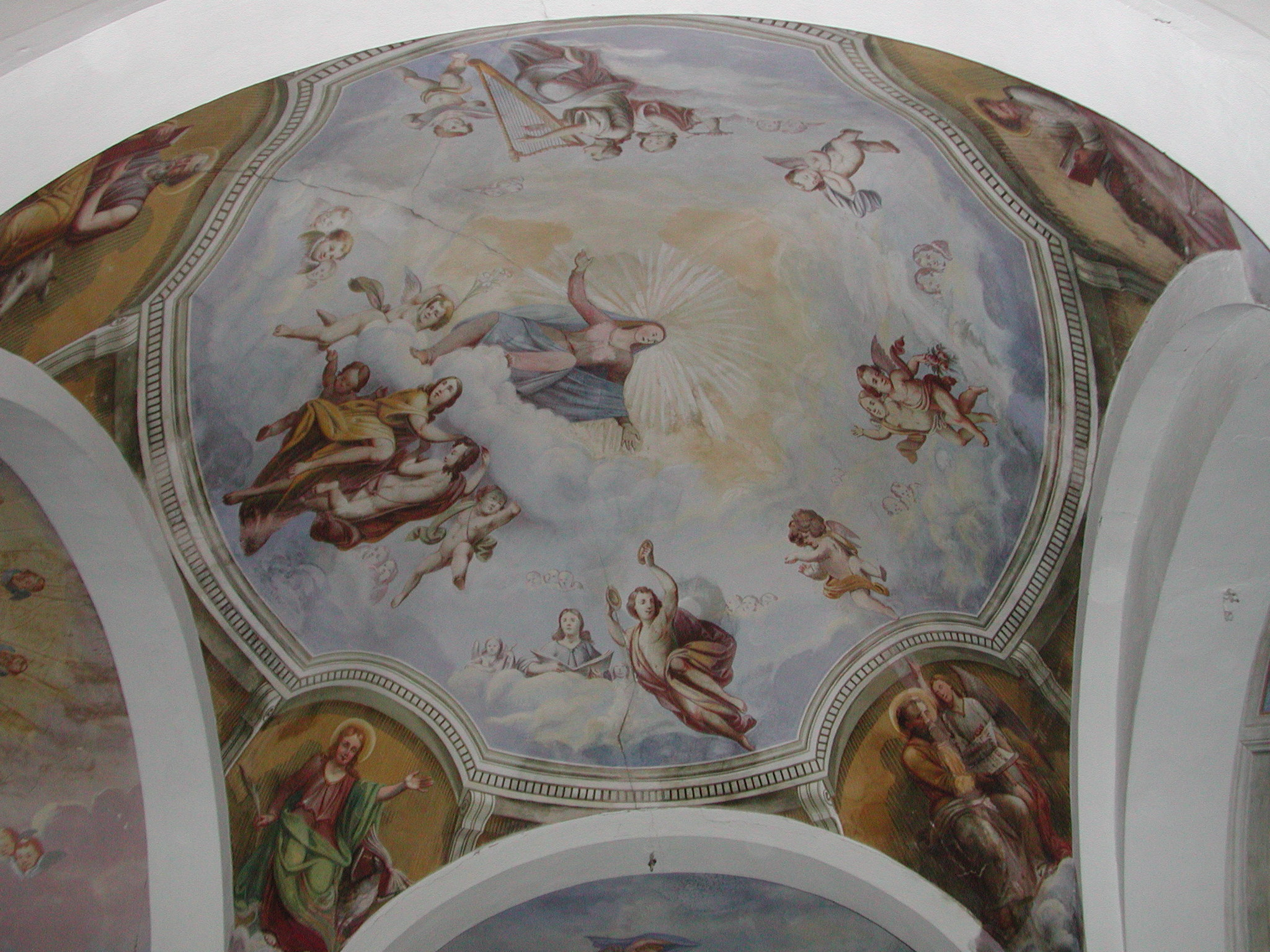
Ancora gli affreschi dell'interno

Nei pressi Rio Cigna, dove agli inizi del XX secolo lo storico Giuseppe Piombanti attesta la presenza di una vasta fabbrica di ceramiche, esisteva una cappella pubblica della famiglia Bicchierai. Sempre nella medesima zona, i Franceschi-Bicchierai possedevano pure una villa, distrutta alla fine dell'Ottocento.
Nel 1839 la cappella, già succursale della chiesa di Salviano, fu acquistata, assieme ad una casa colonica e ad un podere, dalla famiglia Tommasi, che la restaurò completamente, tanto che dal 1866 al 1873 fu occupata da alcuni Cappuccini del convento livornese.
Alla famiglia Tommasi appartennero tre importanti pittori dell'Ottocento livornese, ovvero Angiolo, il fratello Ludovico ed il cugino Adolfo. 
Nella cappella, utilizzata anche come luogo di sepoltura, riposa infatti la salma di Angiolo Tommasi, che peraltro rappresenta l'ultima tumulazione avvenuta all'interno dell'edificio.
Negli anni ottanta del Novecento, a seguito della formazione nella zona di un vasto insediamento industriale e artigianale, la cappella rischiò di essere abbattuta. Divenne quindi proprietà dell'Istituto diocesano per il sostentamento del clero, ma ciò non impedì il degrado dell'edificio e la perdita di alcuni arredi sacri.
Dal 2003 la cappella è stata oggetto di alcune iniziative culturali volte alla sua valorizzazione, ma negli anni successivi il complesso è stato sostanzialmente abbandonato.
Dal punto di vista architettonico l'edificio esternamente non presenta alcun elemento di rilievo; un piccolo campanile a vela si innalza invece su una adiacente casa colonica. L'interno, costituito da un'aula a croce latina, sorprende invece per la ricchezza delle pitture che decorano le volte e l'abside; probabilmente tali affreschi furono realizzati nella seconda metà dell'Ottocento, dopo l'acquisizione da parte della famiglia Tommasi.